# Međimurje Čakovec
Nogometni Klub Međimurje – chorwacki klub piłkarski z siedzibą w Čakovcu. Został założony w 2003 roku.
Klub swoją nazwę wziął od Međimurja, regionu geograficznego, na terenie którego leży miasto Čakovec. Swoje mecze rozgrywa na Stadionie SRC Mladost, na którym może zasiąść 7,000 widzów. Na stadionie tym swoje mecze rozgrywa także lokalny rywal NK Čakovec. Fani klubu zwani są Aniołami.
Klub został założony w czerwcu 2003 roku jako pozostałości po innym klubie NK Omladinac Novo Selo Rok. Omladinac grał w drugiej lidze chorwackiej, a nowy sezon rozpoczął już pod nazwą Međimurje i od razu awansował do pierwszej ligi. W 2010 roku klub spadł do 2 ligi.